# ルイ・ゴメス
ルイ・ペドロ・リベイロ・フェルナンデス・ドゥアルテ・ゴメス（ポルトガル語: Rui Pedro Ribeiro Fernandes Duarte Gomes、1997年9月4日 - ）は、ポルトガル・ブラガ出身のプロサッカー選手。ポルティモネンセSC所属。ポジションは、フォワード。

## 来歴
2016年1月10日、セグンダ・リーガのサンタ・クララ戦でプロデビューを果たした。